# Казнадій Іван Васильович

Іван з батьком Василем Васильовичем та матір'ю Анастасією Парфенюк, 1936 р.

Іва́н Васи́льович Казнадій (нар. 7 липня 1926, Рогова, Черкаська область — пом. 26 травня 2006, Кіровоград) — український режисер, заслужений діяч мистецтв УРСР (1965). Учасник бойових дій Другої Світової війни. Його батько Василь Казнадій був колгоспним бухгалтером у селах Рогова та Бабанка, Уманського району Черкаської області. Мати Анастасія Парфенюк займалася домашнім хазяйством, і померла досить рано, коли Іванові було лише 12 років.

## Творчий шлях
Закінчив Київський театральний інститут навчався у Мар'яна Крушельницького (1956). Працював театральним режисером в українських театрах Кіровограда, Києва, Дніпропетровська, Миколаєва, Львова, Білої Церкви.

## Юність та роки війни

Іван Казнадій (сидить) з товаришем Петром Павлюченком у формі учнів радіотехнічного ремісничого училища, м. Одеса, травень 1941 р.

Після закінчення школи, незадовго до початку війни, Іван вступив до радіотехнічного училища у м. Одесі, яке, після початку війни, евакуювали до сибірського міста Тобольська. У 1942 році, Іван, прибавивши собі один рік до свого віку, попросився на фронт. У 1942 року його було направлено до 2-го Омського воєнно-піхотного училища. Закінчивши 6-місячний військовий курс, Іван, у серпні 1943 року, потрапив до екіпажу танка Т-34 як радист-стрілець. Танк входив до 14-го навчального танко-самоходного полку 3-ї Гвардійської танкової армії генерала Павла Рибалка, яка, у свою чергу, була складовою частиною 1-го Українського фронту під командуванням маршала Івана Конєва. То була та сама 3-тя танкова армія, яка, у 1943 році, за хитро придуманим планом українського генерала Павла Рибалка, швидко й непомітно перемістився з південного Букринського плацдарму на північ до Лютізького плацдарму під звук виючих сирен, щоб німці не почули гуркіт танків, аби забезпечити раптовість наступу на Київ з півночі. Цей факт зазначено у багатьох історичних документах та у радянському фільмі-епопеї «Звільнення».

Іван (крайній справа) з екіпажем танка Т-34. Польща, 1944 р.

Іван у фронтовій виставі веде допит німецького аса, роль якого виконує його товариш Петро Павлюченко. Австрія, 1945 р.

Письменник Костянтин Сімонов у Києві. Спиною стоїть Остап Вишня, Іван Казнадій виглядає справа від О. Вишні. 1953 р.

На прийомі у драматурга Олександра Корнійчука (у капелюсі у центрі). І. Казнадій на фото поруч з ним справа. Друга зліва стоїть Народна артистка України Наталія Ужвій. Решта актори театру ім. Івана Франка. Київ, ВДНГ, 1953 рік.

І. Казнадій (крайній зліва) з акторами театру ім. І. Франка. Відомий актор В. Дольський третій зліва. Київ, 1953 рік.

Під час наступу армії на Київ, у центрі курортного міста Ворзель, танк було підбито. Ніхто з екіпажу не постраждав, але довелося чекати, поки танк не відремонтували. Потім, Іван воював на Західній Україні, Польщі, Румунії та Австрії. До Берліна так і не потрапив. Після закінчення війни, аж до 1949 року, Іван Казнадій служив у Австрії, патрулюючи австрійські ліси, але, цього разу, на англійському танку «Валентайн», що був, найвірогідніше, канадського виробництва.
Під час військової служби, Іван Казнадій захопився художньою самодіяльністю, організовував концерти для військовослужбовців свого полку, сам складав їх програми, та навіть ставив невеличкі театралізовані коротенькі вистави на військову тематику. Одного разу, на концерт, на якому Іван Казнадій виконував роль конферансьє, завітав дуже відомий тоді російський співак Петро Лещенко, відомий слухачам 1920-х та 1940-х років виконанням популярних пісень «У самовара я и моя Маша» та інших. Петро Лещенко жив тоді у Румунії, сумував за Батьківщиною, і тому, з великим задоволенням виконав ряд пісень зі свого репертуару.

## Студентські роки
У 1951 році, після закінчення військової служби, Іван Казнадій вступив на режисерський факультет Київського Державного Інституту театрального мистецтва ім. Карпенка-Карого, який закінчив у 1956 році. Був учнем відомого та театрального педагога професора Мар'яна Крушельницького. У 1953 році зустрівся у Києві з відомим російським «фронтовим» письменником Костянтином Сімоновим, який приїжджав у Київ для зустрічі з українськими письменниками та творчою молоддю. На зустрічі був присутній відомий український сатирик Остап Вишня.
Навчаючись у інституті та, згодом, проходячи стажування у театрі Іван Казнадій здружився з відомими українськими акторами Амвросієм Бучмою, Миколою Яковченко, Наталією Ужвій, Задніпровським, оперним співаком Дмитром Гнатюком та іншими відомими виконавцями.
Навчаючись у інституті, Іван одружився з тоді ще студенткою театрального інституту, а зрештою театральною актрисою, Світланою Мартиновою, й обоє пронесли любов до театру через усе своє життя, розвиваючи та збагачуючи українську театральну скарбницю. Шафером і дружкою на їх весіллі були їх друзі, а нині добре усім відома «зоряна» театральна пара Ада Роговцева та Костянтин Степанков.

## Подальший творчий шлях
Першим видатним кроком режисерської кар'єри Івана Казнадія була постановка у Кіровоградському театрі ім. Марка Кропивницького вистави «Люська» за п'єсою Г. Мазіна, яку Іван Казнадій поставив у 1955 році. У тому ж 1955 році, Іван Казнадій поставив спектакль «Ой не ходи Грицю, та й на вечорниці» за п'єсою М. Старицького. У 1957 році, поставив виставу «Чому посміхалися зорі» за п'єсою відомого драматурга Олександра Корнійчука, якого Іван Казнадій добре знав, і з яким підтримував дружні стосунки аж до самої смерті О. Корнійчука у 1972 році. А у 1961 році, у Київському драмтеатрі ім. Івана Франка, Іван Казнадій вперше поставив знамениті «Фараони» за п'єсою Олекси Коломийця, що входили у репертуар майже усіх українських та навіть деяких російських театрів, й шли з великим успіхом декілька десятиліть. 

Драматург Олекса Коломієць (зліва) та Іван Казнадій за читанням п'єси «Фараони», Київ 1960 рік.

У 1962 році, місцева влада запросила Івана Казнадія до міста Дніпропетровська, до драмтеатру ім. Т. Г. Шевченка. Там він поставив низку важливих спектаклів, таких як «Марина» М. Зарудного за поемою Т. Г. Шевченка, «Тарас Бульба», «На світанку», «Поцілунок Чаніти» та інші вистави. У 1965 році, йому було присвоєно звання Заслуженого діяча мистецтв України. У 1966 році, їздив на курси підвищення кваліфікації у Ленінград, де зустрічався з дуже популярним тоді естрадним актором-сатириком Аркадієм Райкіним. 

Іван Казнадій (третій зліва) з акторами Дніпропетровського музично-драматичного театру ім. Тараса Шевченка. Крайня зліва артистка Г. Березанська, поруч, актор Станкевич. 1963 рік.

У 1967, за анонімними скаргами деяких акторів театру, та під тиском тодішнього першого секретаря Дніпропетровського обкому КПРС Олексія Ватченка, змушений був покинути Дніпропетровськ, та переїхати до Львова, де він працював у Львівському театрі Радянської армії. Але, вже у 1968 році, він повернувся до Кіровоградського театру ім М. Кропивницького, де він робив свої перші режисерські кроки.

Протягом роботи у театрі ім. М. Кропивницікого, що, за календарем ЮНЕСКО, вважається першим професійним українським театром, або «театром корифеїв», як його називають в Україні, Іван Казнадій поставив багато вистав як суто українських, так і зарубіжних драматургів, такі як «Горлиця» О. Коломійця, «Пам'ять серця» О. Корнійчука, «Трибунал» білоруського драматурга А. Макайонка, «Варшавська Мелодія» Зоріна, «Мільонерка» за п'єсою англійського письменника та драматурга Бернарда Шоу, «Майска ніч» М. Старицького та інші.

І. Казнадій на святкуванні свого 80-річчя. Кіровоград, театр ім М. Кропивницького, 2005 р.

І. Казнадій, 2002 р.

Та ось, у 1974 році, комуністична верхівка Кіровограду провела так звану «реконструкцію» приміщення театру, у результаті якої ложі, у яких сиділи корифеї українського театру, були зламані, акустичні пристрої зали та сцени були знищені, а фасад та загальний історичний вигляд приміщення було втрачено. Іван Казнадій виступив з різкою критикою рішення місцевої влади, за що й поплатився: тодішня комуністична верхівка Кіровограду, зокрема керівники відділу пропаганди та агітації, обласного управління культури та облвиконкому звільнили його з роботи, й талановитому режисеру довелося працювати черговим режисером у другорядних театрах та клубах майже 10 років, до самої пенсії.
З розпадом Радянського Союзу й поваленням комуністичної системи, правда перемогла, й нова міська влада запросила Івана Казнадія на посаду головного режисера, з метою відродження історичних традицій театру корифеїв. З потроєною енергією, він узявся за діло й поставив ряд важливих п'єс, включаючи заборонену, ще з царських часів, п'єсу «Перед волею» Марка Кропивницького. Тоді ж, Іван Казнадій й виступив перед місцевим керівництвом з ініціативою щодо реставрації приміщення театру й повернення йому його історичного вигляду.

Окрім театральних вистав, Іван Казнадій також брав активну участь у організації українських фольклорних народних вуличних торжеств та театралізованих народних обрядів, які Іван Казнадій блискуче знав, і які з задоволенням ставив у вже незалежній Україні. 

Могила Івана Казнадія та Світлани Мартинової у Почесному секторі Далекосхідного цвинтаря у м. Кропивницькому.

Завдяки своєму таланту театрального режисера та серцю патріота, Іван Казнадій зробив дуже великий внесок у розвиток й збереження української театральної культури, підіймаючи тим самим, попри усі незгоди, українську національну гордість та свідомість.
Іван Казнадій помер 26 травня 2006 року, похований на Далекосхідному цвинтарі у м. Кіровограді, Україна.

## Поставлені вистави
- 1955 — «Люська» (Г. Мазін);
- 1955 — «Олеко Дундич» (В. Кац, О. Ржешевський);
- 1955 — «Ой, не ходи, Грицю, та й на вечорниці» (М. Старицький);
- 1956 — «Мораль пані Дульської» (Г. Запольська);
- 1956 — «Людина шукає щастя» (А. Школьник);
- 1956 — «Для домашнього вогнища» (І. Франко);
- 1956 — «Кришталеве джерело» (Є. Бондарев);
- 1956 — «Карпатські гуцули» (Ю. Коженьовський);
- 1957 — «Соло на флейті» (І. Микитенко);
- 1957 — «Хазяїн» (І. Карпенко-Карий);
- 1957 — «Чому посміхалися зорі» (О. Корнійчук);
- 1958 — «Дні юності» (І. Микитенко);
- 1958 — «Про особисте» (В. Пістоленко);
- 1958 — «Кров'ю серця» (О. Бойченко);
- 1958 — «Замулені джерела» (М. Кропивницький);
- 1958 — «Остання зупинка» (Еріх-Марія Ремарк);
- 1959 — «Сьогодні й завжди» (Г. Мазін);
- 1959 — «Коли в серці весна» (О. Козін);
- 1959 — «Фараони» (О. Коломієць);
- 1959 — «Юність моя» (А. Школьник);
- 1962 — «Біла акація» (І. Дунаєвський);
- 1962 — «Люди в шинелях» (А. Макайонок);
- 1964 — «Марина» (М. Зарудний);
- 1964 — «Поцілунок Чаніти» (Ю. Мілютін);
- 1964 — «Смерть Бессі Сміт» (Е. Олбі);
- 1964 — «На світанку» (М. Мішеєв);
- 1965 — «Людина з зірки» (К. Віттлінгер);
- 1966 — «Тарас Бульба» (М. Гоголь);
- 1968 — «Дай серцю волю — заведе в неволю» (М. Кропивницький);
- 1968 — «Варшавська мелодія» (Л. Зорін);
- 1968 — «Під чорною маскою» (Л. Лядов);
- 1969 — «Горлиця» (О. Коломієць);
- 1969 — «Камо» (О. Левада);
- 1970 — «Пам'ять серця» (О. Корнійчук);
- 1970 — «Вогнений світанок» (М. Барський);
- 1970 — «Помирились. По ревізії. Несподіване сватання» (М. Кропивницький);
- 1970 — «Грушенька» (І. Шток);
- 1971 — «Трибунал» (А. Макайонок);
- 1971 — «Велика мама» (Г. Мдівані);
- 1972 — «Дороги, які ми вибириаємо» (М. Зарудний);
- 1972 — «Фараони» (О. Коломієць);
- 1972 — «Залізна троянда» (В. Юр'єв);
- 1973 — «Мільйонерка» (Б. Шоу);
- 1973 — «Пора жовтого листя» (М. Зарудний);
- 1974 — «Майська ніч» (М. Старицький);
- 1974 — «Погода на завтра» (М. Шатров);
- 1974 — «Схаменись, Христофоре!» (А. Баранг);
- 1975 — «Лиха доля» (М. Старицький);
- 1975 — «Запорожець за Дунаєм» (С. Гулак-Артемовський);
- 1976 — «Витівки Хануми» (М. Цагарелі);
- 1977 — «Сорочинський ярмарок» (М. Гоголь);
- 1996 — «Ґвалт!!! Рятуйте!! Мене… женять» (Ф.-К. Крьоц);
- 1996 — «Серенада кохання» (М. Кропивницький);
- 1997 — «Пригоди байстрюка із Швейцарії в Парижі» (О. Горін);
- 2001 — «Доки сонце зійде, роса очі виїсть» (М. Кропивницький);
- 2002 — «Фараони» (О. Коломієць);

## Інтернет-джерела
- Казнадій Іван Васильович
- Вечная книга памяти — Казнадий Иван Васильевич[недоступне посилання з липня 2019]